# Чаругин, Николай Петрович
Николай Петрович Чаругин (рус. Чаругин Николай Петрович; 28 ноября 1942, Уфа — 23 сентября 2010, Москва) — русский живописец, заслуженный художник СССР и России, член Союза художников СССР. 
В 1955 году был рекомендован на учёбу в Московскую художественную школу при институте им. В. И. Сурикова. Окончив школу с отличием, в 1961 году поступил в институт имени В. И. Сурикова. Прервав учёбу после первого курса, служил в армии. После службы в армии он окончил отделение монументальной живописи института (мастерская К. А. Тутеволь). Член МОСХ с 1969 г. Участвовал в знаменитой бульдозерной выставке. Жанры: пейзаж, натюрморт, портрет.

## Работы находятся в собраниях
- Художественные музеи городов Москвы, Новокузнецка, Вологды, Тюмени, Вологды, Уфы.
- Академия художеств Стокгольма.
- Галерея им. Суркано (Индонезия).
- Частное собрание Джавахарлала Неру.
- Частная галерея Томаса Голисона (США).
- Галерея Джереми Каган (Великобритания).
- Музеи современного искусства Милана (Италия).
- Частное собрание г-жи Рузвельт (Вашингтон. США)
- Частные собрания России, стран ближнего и дальнего зарубежья.